# Empirische cyclus

Empirische cyclus volgens A.D. de Groot

De empirische cyclus beschrijft de stappen die nodig zijn om op een empiristische manier kennis op te nemen.
De empirische cyclus wordt toegepast om kennis op te doen uit ervaring, door middel van het opstellen van hypotheses en deze te toetsen. Dit gebeurt bij de natuurwetenschappen en bij de psychologie vaak door middel van experimenten.

## Indeling
Volgens Adriaan de Groot bestaat de empirische cyclus uit een reeks stappen, die indien nodig meerdere keren herhaald kunnen worden:
1. observatie: het waarnemen en verzamelen van empirische feiten
2. inductie: het formuleren van een algemene veronderstelling op basis van observaties; van specifiek naar algemeen
3. deductie: formuleren van specifieke toetsbare hypotheses; van algemeen naar specifiek (van theorie naar hypothese)
4. toetsen: het toetsen van de hypothese door middel van een experiment
5. evaluatie: de resultaten van het experiment waarnemen en evalueren door middel van falsificatie of verificatie

Indien deze stappen nog niet tot het verwachte of tot een onvolledig resultaat leiden, kan men de hypothese bijstellen en een nieuw experiment uitvoeren. Zo wordt de cyclus vaak een aantal keren herhaald om tot een volledige conclusie te komen.